# Granyanella
Granyanella è un comune spagnolo di 142 abitanti situato nella comunità autonoma della Catalogna.

## Storia

### Simboli
Lo stemma è stato approvato il 18 febbraio 1992. Il mondo, o globo imperiale, è attributo del Salvatore, patrono del paese.